# 77 (canción)
«77» es una canción interpretada por el cantante mexicano Peso Pluma y el rapero estadounidense Eladio Carrión. Fue lanzado el 5 de mayo de 2023, a través de Double P Records y Rimas Entertainment, como segundo sencillo del álbum Génesis de Peso Pluma. La canción fue escrita por ambos cantantes junto con Carlos Humberto Esquerra Ramírez.

## Desempeño comercial
La canción no logró ubicarse en el Billboard Hot 100, sino que alcanzó el puesto número 6 en la lista Bubbling Under Hot 100 y el número 26 en la lista Hot Latin Songs.

## Promoción

### Video musical
Se subió un video musical de la canción al canal oficial de YouTube de Peso Pluma el 8 de mayo de 2023, tres días después del lanzamiento del sencillo. 

### Vídeos líricos
Se subieron dos versiones diferentes de los videos con letras de «77» al canal de YouTube de Pluma. La primera versión se subió el 5 de mayo de 2023, y se subió simultáneamente con el lanzamiento de la canción y la segunda versión fue subida el 22 de junio de 2023, junto con los demás videos líricos con el lanzamiento de Génesis.

### Visualizador
Un visualizador de la canción fue subido el 22 de junio de 2023, junto con los demás visualizadores con el lanzamiento de Génesis.

## Posicionamiento en listas
| Lista (2023)                                       | Mejor posición |
| -------------------------------------------------- | -------------- |
| EE. UU. Bubbling Under Hot 100 Singles (Billboard) | 6              |
| EE. UU. Hot Latin Songs (Billboard)                | 27             |